# Castillo de la Mota (San Sebastián)

El castillo de la Mota de San Sebastián (España) se encuentra en la cima del monte Urgull a 120 metros  sobre la ciudad de San Sebastián protegiendo la villa durante siglos.
Su origen data del siglo XII, específicamente en 1194, cuando el rey  Sancho VII el Fuerte de Navarra ordenó amurallar la villa y erigir el castillo para reforzar la defensa de la ciudad.
El castillo de la Mota de San Sebastián ha sido declarado Monumento Cultural Calificado en diferentes registros: Monumento arquitectónico-artístico (1924), Monumento provincial de interés histórico-artístico (1964) y Monumento Nacional en 1984.
En el año 1200 pasó, junto al resto de Guipúzcoa, al rey castellano Alfonso VIII. Posteriormente, en 1284, Alfonso X el Sabio lo donó a la reina navarra Juana I, volviendo a manos castellanas a finales del siglo XIII.

## Historia
En 1185 Sancho el Sabio de Navarra fundó la villa de San Sebastián sobre una pequeña población y monasterio preexistentes.
La construcción de la fortaleza se remonta al año 1194, cuando Sancho VII el Fuerte de Navarra construyó la primera fortaleza y amuralló la ciudad. Al quedar la población amurallada y con el castillo de Mota protegiéndola, era un lugar perfecto para espiar a los rivales que pudieran llegar por mar o por tierra.
Su posición geográfica le confería una defensa natural al estar rodeada por acantilados, salvo hacia el sur en que está situada la ciudad.
Posteriormente, en 1194 Sancho VII de Navarra (1154-1234) lo reconstruyó y fortificó y más tarde, Alfonso VIII de Castilla (1155-1214) realizó diferentes mejoras. A este le siguieron Fernando IV de Castilla (1285-1312) y Juan II de Castilla (1404-1454), quienes llevaron a cabo el mantenimiento y reforzamiento de sus defensas.
Durante el siglo XVI se añadieron varios cubos a la construcción original y, tras el incendio provocado por una tormenta en 1688, hubo que reconstruir la fortaleza. El encargado de la reconstrucción fue el arquitecto Hércules Torrelli, que fue el responsable de la realización de los nuevos planos.
En el siglo XVI se instaló en el macho una horca para ajusticiar a los malhechores y exponerlos a pública vergüenza y escarmiento.
En el siglo XVII hubo profundas reformas realizadas por Tiburcio Spanochi, que dieron al castillo una forma muy parecida a la actual.
A lo largo del siglo XIX se vio que el valor práctico de este tipo de fortalezas era limitado y dejó de tener utilidad militar.
El 25 de agosto de 1921, el ayuntamiento de San Sebastián compró el monte Urgull al ejército español, creando un parque y posteriormente, en 1925, fue designado Monumento Nacional.
En 1950 se colocó sobre la fortaleza una escultura del Sagrado Corazón de 24 metros de altura visible desde toda la ciudad.

## Asedios
Los principales asedios que sufrió la fortaleza fueron los siguientes:
-En 1476, tropas francesas y portuguesas asediaron la villa durante varios días, no logrando rendirla por la valerosa resistencia de la ciudad. Por este hecho, los Reyes Católicos ordenaron reforzar los muros de la fortaleza y rodearla de defensas.
- En 1512 hubo otro asedio llevado a cabo por el Duque de Borbón, al mando de 15.400 franceses, retirándose los atacantes sin éxito.
- El 4 de julio de 1719, un enorme ejército francés al mando del duque de Berwick asedió San Sebastián y empezó a batir la villa el día 27 durante varias semanas, lo que obligó a la población a refugiarse en el castillo el 1 de agosto.

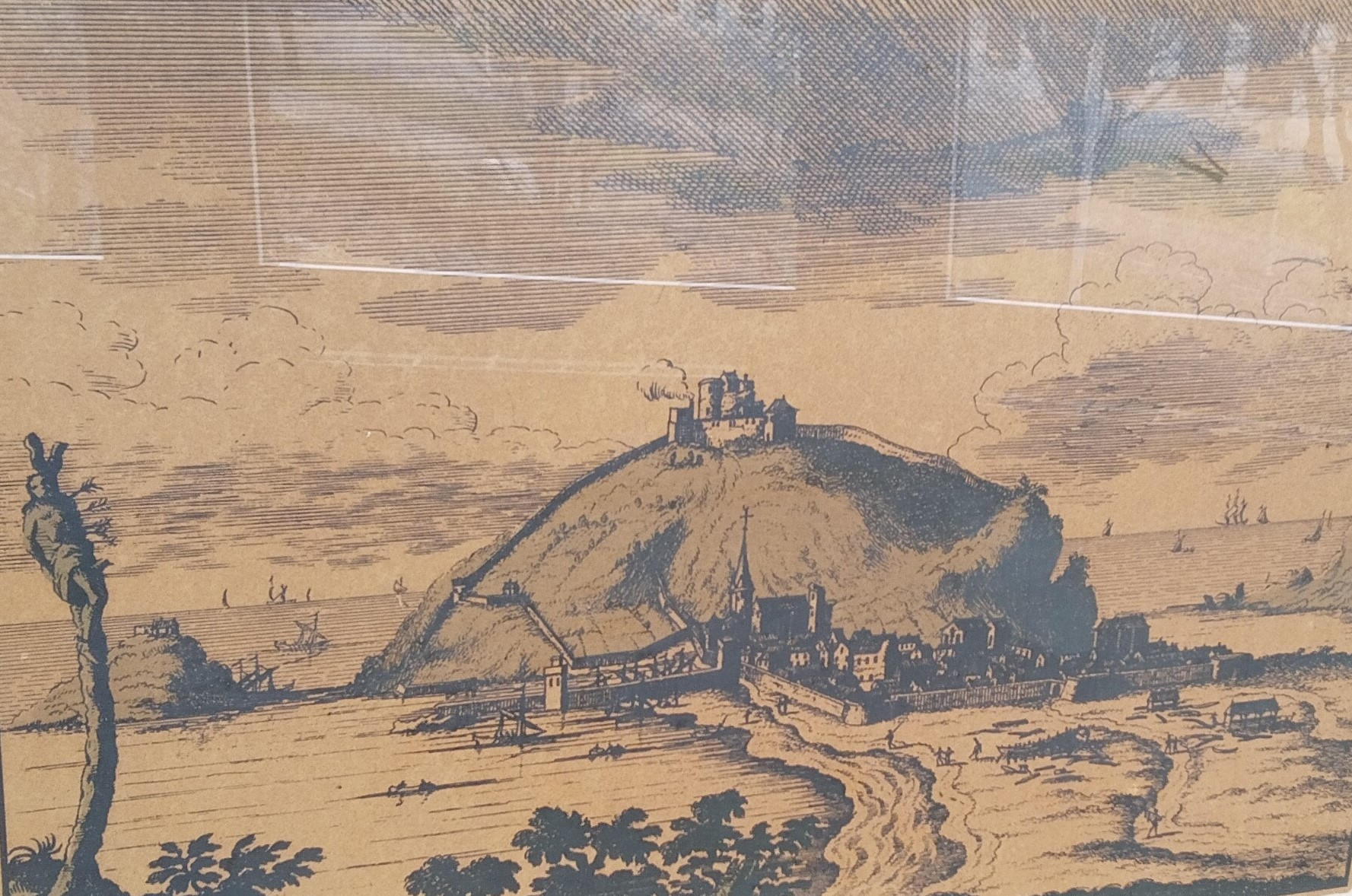
San Sebastián en el siglo XVI por Joris Hoefnagel

Ese día, el Ayuntamiento rindió la ciudad, pero no el castillo, que siguió siendo bombardeado por Berwick.
La fortaleza debía tener una capacidad defensiva sorprendente, pues tras más de dos semanas de ser bombardeada, el inglés, convencido de su inexpugnabilidad, decidió retirarse. 
Pero la suerte le sonríó: el 17 de agosto se produjo un incendio en el arsenal del castillo, que se propagó con rapidez, obligando a sus defensores a rendirse. Así, los invasores pudieron entrar en la plaza, de la que no se irían hasta el 26 de agosto de 1721.
- El 8 de julio de 1808, en la guerra de la Independencia los franceses ocuparon la Villa. No se irían hasta finalizada la guerra, expulsados por las tropas anglo-portuguesas del duque de Wellington, las cuales, como es conocido, incendiaron la ciudad el 31 de agosto de 1813.
Los bombardeos del castillo se siguieron produciendo hasta el 8 de septiembre, cuando las tropas acantonadas en él se rindieron, haciendo los ingleses 1836 prisioneros, lo que da idea de la capacidad de refugio que tenían el castillo y sus defensas.
- En el siglo XIX, el castillo hizo un importante servicio de defensa de la ciudad durante las guerras carlistas, a pesar de que el 4 de mayo de 1864 se habían comenzado a derribar las murallas de la población, al dejar de tener la consideración de plaza-fuerte.
A lo largo de la historia, fueron  miles los soldados que fallecieron asaltando el Castillo de la Mota, testigo de innumerables enfrentamientos bélicos que marcaron el destino de la ciudad.  El castillo guarda el legado de una ciudad que ha sabido adaptarse y prosperar a lo largo de los siglos.